# Pierre Becdelièvre
Pour les autres membres de la famille, voir Famille de Becdelièvre.
Pierre Becdelièvre fut maire de Rennes de 1485 à 1489.